# Musique capverdienne

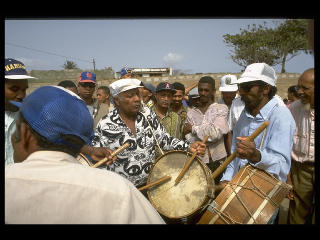
Musiciens de colá.

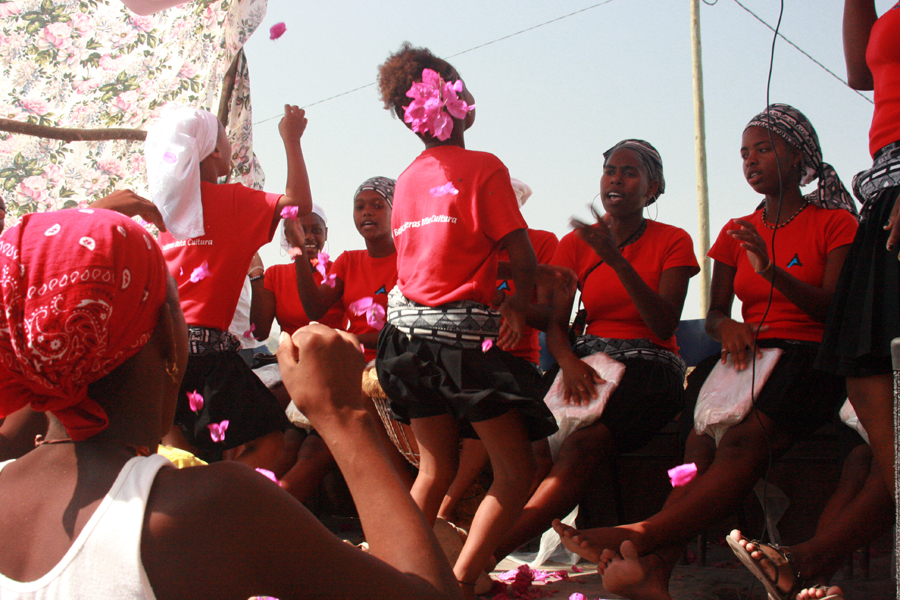
Groupe dansant le batuque.

La musique capverdienne est un métissage entre diverses influences musicales à la suite de la colonisation portugaise du Cap-Vert et de l'immigration forcée de populations africaines. D'abord rurale, elle tend aujourd'hui à s'urbaniser et subit désormais l'influence de la musique brésilienne.

## Histoire
Il existe peu de documents sur l'évolution de la musique au Cap-Vert. La musique étant un moyen d'expression qui se manifeste naturellement chez les êtres humains, il serait naturel de s'attendre à ce que les populations qui ont peuplé le Cap-Vert (Africains et Européens) aient apporté avec elles leurs traditions musicales. Mais on ne sait rien du moment exact où un processus de métissage musical se met en place.
Pendant la colonisation portugaise, le type de musique autorisé par l'administration était principalement la musique ecclésiastique, les autres formes d'expression de la population étant reléguées dans un contexte quelque peu underground. Cette politique de répression s'est accentuée sous le régime de l'Estado Novo par l'administration portugaise, qui considérait certains genres comme « africains », et de ce fait, certaines formes musicales étaient en voie d'extinction.
Après l'indépendance en juillet 1975, il y a une résurgence de ces genres musicaux, mais de nouvelles expériences sont également faites, donnant à la musique capverdienne des caractéristiques différentes de celles décrites ci-dessous. 

## Musique folklorique

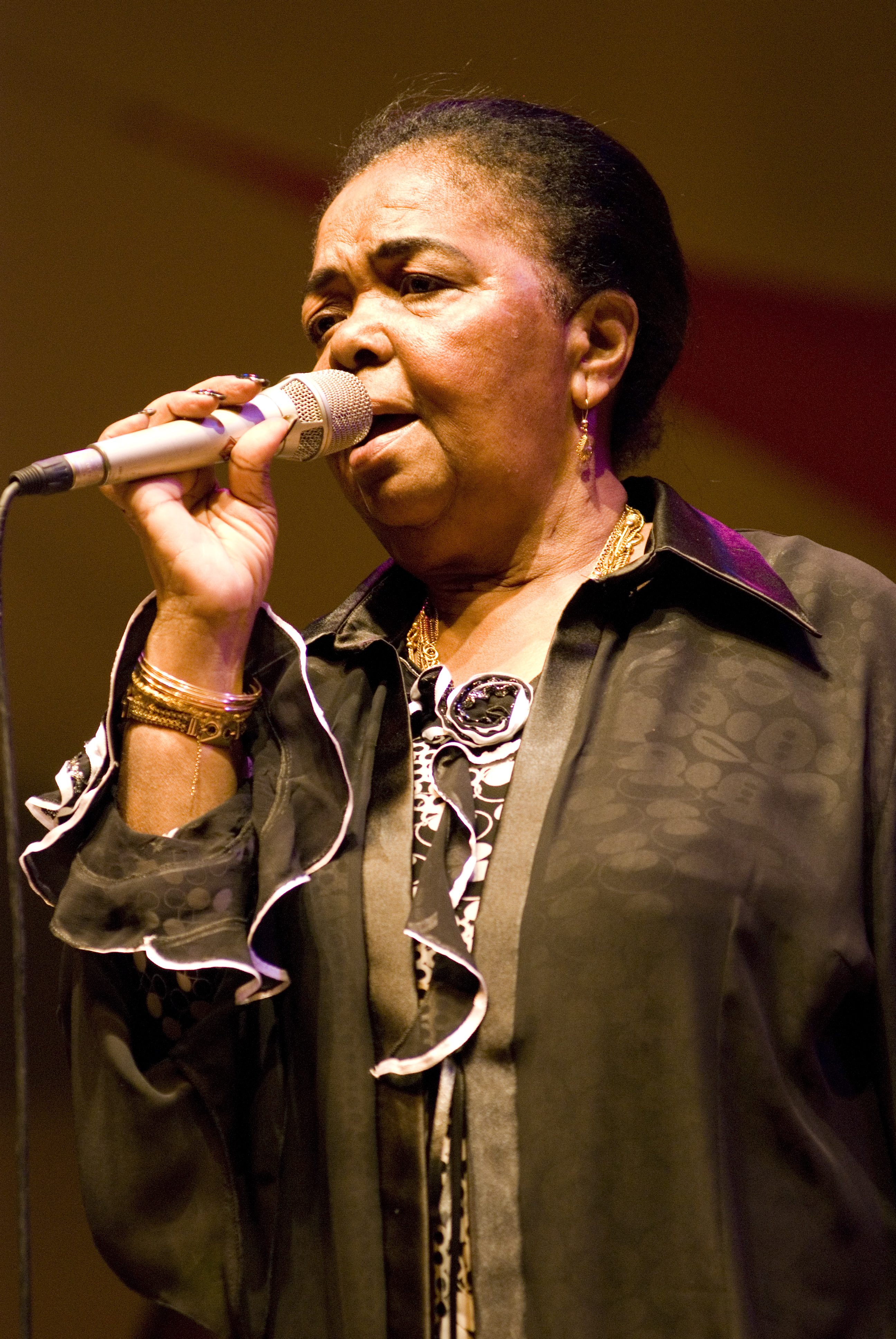
Cesária Évora

Essentiellement notoire pour la morna popularisé par Bana, mais dont la chanteuse la plus connue à l'étranger est Cesária Évora, les îles du Cap-Vert sont aussi marquées par d'autres genres tels le funaná, la coladeira, le batuque, la tabanca et le colá. On y rencontre aussi la mazurka, le lundu et des formes de valse, ainsi que des variations plus modernes telles le zouk, la bossa nova, la cumbia, la rumba, et la samba.
La musique[Laquelle ?] est principalement polyphonique ; la mélodie est développée sur une base formée par une succession d'accords. Il y a toutefois quelques genres monophoniques (tabanca, batuque, colá…). Les échelles musicales sont européennes, avec une prééminence chromatique dans la morna, la coladeira, la mazurka et le lundum, et diatonique dans le funaná. La rythmique, syncopée, subit nettement l'influence africaine et use d'un mètre binaire ou quaternaire. Seuls le colá, la mazurka et la valse usent d'un mètre triple. On rencontre une polyrythmie dans le batuque qui dispose en outre d'une structure en chant et réponse (comme la tabanca).

## Hip-hop
Le hip-hop est également une tendance croissante de la musique cap-verdienne, tant au Cap-Vert qu'à l'étranger. Ce genre musical voit le jour en dehors du Cap-Vert et gagne en popularité. Plusieurs artistes sont basés en dehors du Cap-Vert et des communautés capverdiennes à l'étranger, notamment au Portugal, en France, en Angola et aux Pays-Bas. Parmi les rappeurs figurent Boss AC, originaire du Cap-Vert, Jacky Brown et Stomy Bugsy, originaires de France, Elizio, originaire d'Angola, et Nelson Freitas, originaire des Pays-Bas. 

## Instruments traditionnels
Les instruments à vent comprennent : clarinette, flûte, accordéon (appelé gaita au Cap-Vert), saxophone, et trompette. Les instruments à cordes comprennent : cavaquinho, cimboa, violon (appelé rabeca au Cap-Vert), guitare (la guitare classique est appelée violão au Cap-Vert), viola (instrument d'origine portugaise, ressemblant à une guitare). Les instruments de percussions comprennent : ferrinho, bombolong, correpi, et dondom.